# Rudolf Neuhaus
Rudolf Neuhaus (* 3. Januar 1914 in Köln; † 7. März 1990 in Dresden) war ein deutscher Dirigent.

## Leben
Rudolf Neuhaus studierte an der Musikhochschule Köln, vor allem bei Hermann Abendroth. Von 1934 bis 1944 war er am Landestheater Neustrelitz tätig. Am 29. Oktober 1937 beantragte er die Aufnahme in die NSDAP und wurde rückwirkend zum 1. Mai desselben Jahres aufgenommen (Mitgliedsnummer 5.866.923).
1945 kam er nach Schwerin und wirkte hier bis 1953 als Dirigent, ab 1950 als Nachfolger von Hans Gahlenbeck als Generalmusikdirektor der Staatskapelle Schwerin. Er wurde Mitglied der CDU. Auch leitete er die Sektion Musik im Landesverband Mecklenburg im Kulturbund der DDR.
1953 wurde er zum Dirigenten an der Staatsoper Dresden und zum Dozenten an der Musikhochschule Dresden berufen. Gastdirigate führten ihn an die Staatsoper Berlin, an das Leipziger Gewandhausorchester und an das Berliner Städtische Sinfonieorchester. 1959 wurde er zum Professor ernannt. Zu seinen Schülern zählen Hans-Peter Kirchberg und Udo Zimmermann.
Er dirigierte zahlreiche Ur- und Erstaufführungen.

## Auszeichnungen
- 1964: Kunstpreis der DDR
- 1974: Vaterländischer Verdienstorden in Bronze
- 1979: Vaterländischer Verdienstorden in Silber
- 1984: Vaterländischer Verdienstorden in Gold
- 1987: Martin-Andersen-Nexö-Kunstpreis
- 1989: Otto-Nuschke-Plakette[4]

## Schriften
- Unsere Herzen schlagen im gleichen Takt. In: Sekretariat des Hauptvorstandes der CDU (Hrsg.): Auftrag und Verantwortung des Künstlers in der entwickelten sozialistischen Gesellschaft. Bericht über die Tagung des Präsidiums des Hauptvorstandes der CDU mit Künstlern am 23. 11. 1973 in Burgscheidungen. [Berlin] 1974, S. 91–93.